# 南京 (纪录片)
是一部由中、英、美三国共同投资拍摄的一部反映南京大屠杀历史的影片。

## 編劇
該片编剧爲威廉·麦克唐纳，根据已故美籍华裔女作家张纯如的畅销书《南京暴行》改编而成。他表示“拍摄这部电影的目的就是要让更多的西方人知道事件的真相”。

## 制片人
該片制片人爲好莱坞Viridian娱乐公司董事会主席杰拉德·格林，他認爲《南京》将是继《辛德勒名单》之后，好莱坞又一部反思二战暴行的重要作品。

## 上映時間
该片于2007年1月20日在美国圣丹斯电影节首映，7月3日举行北京首映式，7月7日起在中国各大院线陆续公开放映。11月30日起在台灣放映。

## 外部連結
- （英文）官方網址 （页面存档备份，存于）
- （繁體中文）台灣版官方網址
- 南京大屠杀纪录片在美国电影节引起关注（页面存档备份，存于）
- 《南京》震撼圣丹斯电影节 美国巨商大力推广
- 南京大屠杀话题引起世界人民兴趣 （页面存档备份，存于）
- 《南京梦魇》导演公开信引发轩然大波